# Rusa II

Het okergele gebied duidt Urartu aan onder koning Rusa II. Het lichtgele duidt op de veroverde gebieden.

Rusa(s) II of Rousa II was de negende koning van Urartu en regeerde van 685 tot 645 v.Chr. Hij volgde zijn vader, Argishti II, op.
Rusa I slaagde erin om het rijk in zijn vroegere staat te herstellen en hij bouwt ook een nieuwe hoofdstad: Rusahinili (het huidige Toprakkale in Turkije). Hij zorgde voor grote welvaart en ontwikkeling van de landbouw en veeteelt. Tijdens zijn bewind wordt Urartu weer een grote invloedssfeer voor de omliggende gebieden. Hij bouwt een groot aantal vestingen nabij de steden Van, Teishebani (het huidige Karmir-Blur) en Bastam. Deze plaatsen zijn tot op de dag van vandaag grote bronnen van kennis inzake de Urarteese cultuur.
Zijn zoon Sardur III volgde hem op.
Aramu · Sardur I · Ishpuinis · Menuas · Argishti I · Sardur II · Rusa I · Argishti II · Rusa II · Sardur III · Sardur IV · Erimena · Rusa III · Rusa IV